# IoTivity
IoTivity és un protocol de xarxa de la capa aplicació del model OSI de la Fig.1 creat per aplicacions d'internet de les coses. Fou creat per la Linux Foundation i segueix les especificacions de l'OCF.
Característiques:
- Sistema de codi obert basat en estandards oberts (RFC 7252, RFC 7049, RFC 5988...)
- La capa d'aplicació es fonamenta en el protocol CoAP (RFC 7252 Constrained Application protocol)[4][5]

- Basat en Linux.
- Versions del programari:
  - IoTivity 1.2.1 del 2/12/2016.
  - IoTivity 1.2.0 del 1/11/2016
  - IoTivity 1.1.1 del 31/07/2016
  - IoTivity 1.1.0 del 19/04/2016
  - IoTivity 1.0.1 del 18/12/2015